# Chính trị Lào
Nền chính trị Lào diễn ra trong khuôn khổ của một nước cộng hòa xã hội chủ nghĩa độc đảng.

## Cơ quan hành pháp
| Những viên chức chủ chốt | Những viên chức chủ chốt | Những viên chức chủ chốt    | Những viên chức chủ chốt |
| Chức vụ                  | Tên                      | Đảng                        | Từ                       |
| ------------------------ | ------------------------ | --------------------------- | ------------------------ |
| Chủ tịch nước            | Thongloun Sisoulith      | Đảng Nhân dân Cách mạng Lào | 22 tháng 3 năm 2021      |
| Thủ tướng Chính phủ      | Sonexay Siphandone       | Đảng Nhân dân Cách mạng Lào | 30 tháng 12 năm 2022     |

Dinh Chủ tịch nước tại thủ đô Viêng Chăn

Chủ tịch nước được Quốc hội bầu với nhiệm kỳ năm năm. Thủ tướng và Hội đồng Bộ trưởng được Chủ tịch nước bổ nhiệm và sự chấp thuận của Quốc hội với nhiệm kỳ năm năm.

## Cơ quan lập pháp
Quốc hội (Sapha Heng Xat) có 115 thành viên, được bầu với nhiệm kỳ năm năm.

## Cơ quan tư pháp
Chánh án Toà án nhân dân tối cao được Quốc hội bầu theo đề nghị của Ủy ban Thường vụ Quốc hội. Phó Chánh án Toà án nhân dân tối cao và các thẩm phán được sự bổ nhiệm của Ủy ban Thường vụ Quốc hội.
Đối với nghề luật, có 188 luật sư ở Lào là thành viên của Đoàn luật sư Lào theo một bài báo năm 2016. Tuy nhiên, hầu hết các luật sư đã tham gia vào khu vực chính phủ và không hành nghề luật sư hiếm khi nghĩ đến việc hành nghề trong khu vực tư nhân.

## Lãnh đạo nhà nước
- Tổng bí thư: Thongloun Sisoulith
- Chủ tịch nước: Bounnhang Vorachith
- Thủ tướng Chính phủ: Thongloun Sisoulith
- Chủ tịch Quốc hội: Pany Yathotou
- Thường trực Ban Bí thư, Phó Chủ tịch nước: Bounthong Chitmany
- Phó Thủ tướng: Kikeo Khaykhamphithoun
- Bộ trưởng Bộ Ngoại giao: Saleumxay Kommasith
- Bộ trưởng Bộ Quốc phòng: Chansamone Chanyalath
- Phó Thủ tướng

## Thành viên Chính phủ
- Thongbane Sengaphone, Bộ trưởng Bộ An ninh Quốc gia
- Onchanh Thammavong, Bộ trưởng Bộ lao động và xã hội
- Somdy Douangdy, Bộ trưởng Bộ Kế hoạch và Đầu tư

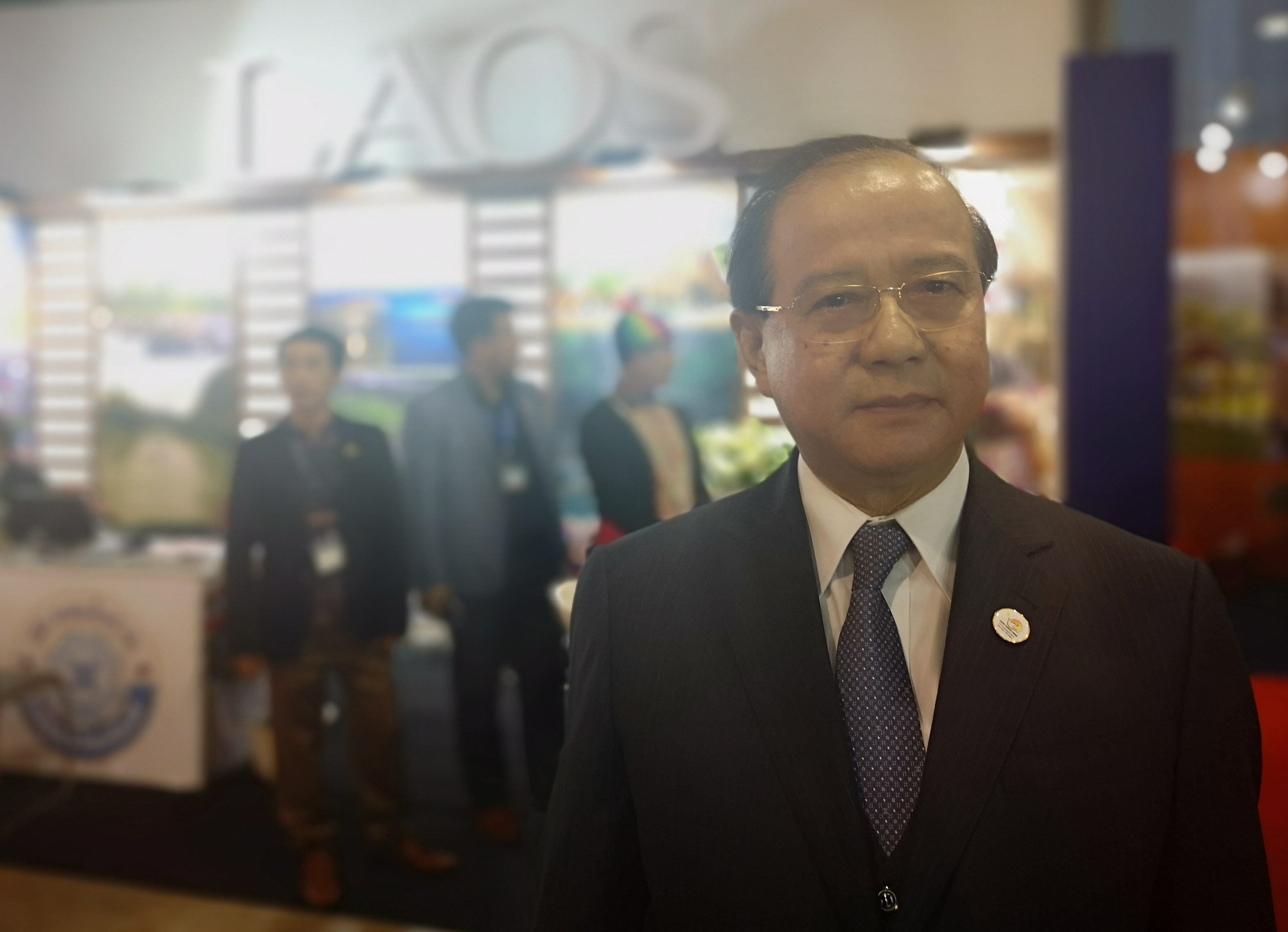
Bosengkham Vongdara, Minister of Information, Culture and Tourism of Laos at the ASEAN Tourism Forum 2019 in Ha Long Bay, Viet Nam; organised by TTG Events, Singapore

- Pr.Dr Bosengkham Vongdara, Bộ trưởng Bộ Thông tin, Văn hóa và Du lịch
- Tiến sĩ Ponemek Daraloy, Bộ trưởng Bộ Y tế công cộng
- Tiến sĩ Phankham Viphavan, Bộ trưởng Bộ Giáo dục
- Tiến sĩ Nam Viyaket, Bộ trưởng Bộ Công nghiệp và Thương mại
- Soulivong Daravong, Bộ trưởng Bộ Năng lượng và khai thác mỏ
- Sommath Pholsena, Bộ trưởng Bộ Giao thông Công chính
- Phouphet Khamphounvong, Bộ trưởng Bộ Tài chính
- Hiem Phommachanh, Bộ trưởng Bộ Bưu chính Viễn thông
- Vilayvan Phomkhe, Bộ trưởng Bộ Nông nghiệp và Lâm nghiệp

## Văn phòng Thủ tướng
- Sinlavong Khoutphaytoon, Bộ trưởng Văn phòng Thủ tướng Chính phủ, Trưởng ban thư ký chính phủ
- Bounpheng Mounphosay, Bộ trưởng Văn phòng Thủ tướng Chính phủ, Trưởng ban Hành chính công và Nội vụ (PACSA)
- Soubanh Sritthirath, Bộ trưởng Văn phòng Thủ tướng Chính phủ.
- Cheuang Sombounkhanh, Bộ trưởng Văn phòng Thủ tướng Chính phủ, Trưởng ban thư ký chính phủ.
- Onneua Phommachanh, Bộ trưởng Văn phòng Thủ tướng Chính phủ
- Kham-Ouan Boupha, Bộ trưởng Văn phòng Thủ tướng Chính phủ
- Tiến sĩ Bounteim Phitsamai, Bộ trưởng, Trưởng ban Khoa học, Công nghệ và Môi trường
- Saisengly Tengbriaju, Bộ trưởng Văn phòng Thủ tướng Chính phủ
- Somphong Mongkhonvilay, Bộ trưởng Văn phòng Thủ tướng Chính phủ, Trưởng ban Du lịch quốc gia
- Bouasi Lorvansay, Bộ trưởng Văn phòng Thủ tướng Chính phủ
- Khamluad Sitlakon, Bộ trưởng Văn phòng Thủ tướng Chính phủ, Chủ tịch Bưu chính Viễn thông

## Văn phòng Chủ tịch nước
- Phongsavath Boupha, Bộ trưởng Văn phòng Chủ tịch nước
- Somphao Faysith, Thống đốc Ngân hàng Trung ương Lào
- Tiến sĩ Chaleun Yiapaoheu, Bộ trưởng Bộ Tư pháp
- Chủ tịch Quốc hội: Pany Yathotou:
- Phó Chủ tịch Quốc hội: Tiến sĩ Xaysomphone Phomvihane, Somphan Phengkhammy
- Chánh án Toà án tối cao: Khamphanh Sithidampha
- Viện trưởng Viện Kiểm sát Nhân dân tối cao: Khamsane Souvong

Bộ Chính trị Ban Chấp hành Trung ương Đảng Nhân dân Cách mạng Lào
1. Trung tướng Choummaly Sayasone, Tổng Bí thư Đảng Nhân dân Cách mạng Lào
2. Thongsing Thammavong, Thủ tướng Chính phủ (kể từ ngày 23 tháng 12 năm 2010)
3. Đại tá Bounnhang Vorachith, Phó Chủ tịch nước Cộng hòa Dân chủ Nhân dân Lào, Ủy viên Thường vụ Ban Thư ký
4. Pany Yathotou, Chủ tịch Quốc hội (từ ngày 23 tháng 12 năm 2010)
5. Tiến sĩ Thongloun Sisoulith, Phó Thủ tướng, Bộ trưởng Bộ Ngoại giao, Chủ nhiệm Ủy ban Đối ngoại Quốc gia Đảng Nhân dân Cách mạng Lào
6. Thiếu tướng Asang Laoly, Phó Thủ tướng Chính phủ, Trưởng ban Kiểm tra Trung ương Đảng
7. Thiếu tướng Douangchay Phichith, Phó Thủ tướng, Bộ trưởng Bộ Quốc phòng
8. Somsavat Lengsavad, Phó Thủ tướng thường trực
9. Tiến sĩ Bounpone Bouttanavong, Chánh văn phòng Ủy ban Trung ương đảng.
10. Tiến sĩ Bounthong Chitmany, Trưởng ban Tổ chức Trung ương Đảng
11. Tiến sĩ Phankham Viphavanh, Bộ trưởng Bộ Giáo dục.

Ban Bí thư Trung ương Đảng Nhân dân Cách mạng Lào
1. Trung tướng Choummaly Sayasone
2. Bounnhang Vorachit (Thường trực Ban Bí thư Trung ương Đảng)
3. Tiến sĩ Bounthong Chitmany
4. Tiến sĩ Bounpone Bouttanavong
5. Tiến sĩ Thongban Seng-aphone
6. Chansy Phosikham
7. Soukan Mahalath
8. Thiếu tướng Sengnuan Xayalath
9. Cheuang Sombounkhanh

Ủy ban kiểm tra Trung ương Đảng Nhân dân Cách mạng Lào
1. Bounthong Chitmany (Chủ tịch)
2. Thongsy Ouanlasy
3. Sinay Mienglavanh
4. Khamsuan Chanthavong
5. Thongsouk Bounyavong
6. Singphet Bounsavatthiphan
7. Bounpone Sangsomsak

Cố vấn Ban Chấp hành Trung ương Đảng: Khamtai Siphandon

## Đơn vị hành chính
Lào được chia thành 17 tỉnh (khoueng), 1 đô thị tự trị* (nakhon Luang Vientiane):
Attapeu, Bokeo, Borikhamxay, Champasack, Huaphanh, Khammuane, Luangnamtha, Luangprabang, Oudomxay, Phongsaly, Saravane, Savannakhet, Xaisomboun, Sekong, Viêng Chăn*, Viêng Chăn, Sayaboury, Xiengkhuang.